# برایرکرست
برایرکرست (به انگلیسی: Briercrest) یک منطقهٔ مسکونی در کانادا است که در SK واقع شده‌است. برایرکرست ۰٫۶۲ کیلومتر مربع مساحت و ۱۵۹ نفر جمعیت دارد.